# 一関市立千厩図書館
一関市立千厩図書館（いちのせきしりつせんまやとしょかん）は、岩手県一関市にある公共図書館。通称は千図書（せんとしょ）。

## 概要
一関市千厩町の中心部に構える図書館である。8館ある一関市立図書館のひとつで、地域館に区分される。
前身となる千厩町立図書館は、元々千厩公民館（千厩字舘山）の中に併設していた。2002年4月28日に、町内の使用されていなかった日本たばこ産業の千厩原料事務所を改修した上で移転した。その後、2005年の市町村合併により一関市立図書館へ業務を引き継ぎ、現在の一関市立千厩図書館に至る。

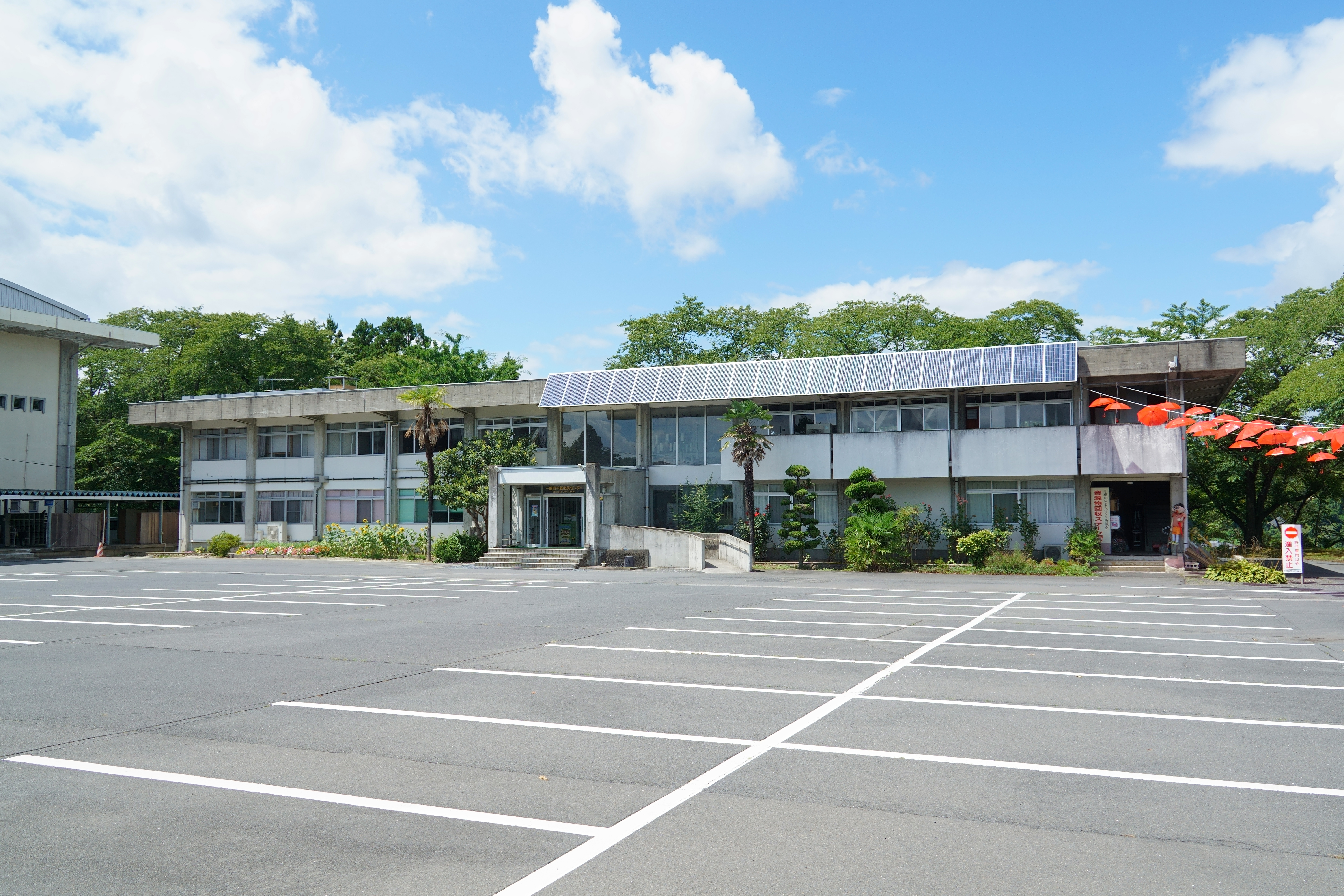
1990年から2002年まで図書館を置いていた一関市千厩市民センター（2024年8月撮影）

## 東日本大震災
2011年（平成23年）3月11日、東北地方太平洋沖地震により千厩地域は震度6弱の揺れに見舞われ、千厩図書館でも建物や備品が破損するなどの被害を受けた。
地震発生時、館内には10数人の利用者がいた。ほとんどは閲覧席におり、書架にいる者は少数であった。激しい揺れに加え、書架から落下した資料が通路を塞いただめ避難に時間を要したものの、けが人を出すことなく全員を外へ避難させた。当日は館長判断で閉館させ、その後職員が被害状況の確認にあたった。当日が金曜日であったことも踏まえ翌日から臨時休館とし、復旧作業は3日目から開始した。図書は全体の9割が落下し、CD・ビデオ類は落下により破損したものもみられるなど、県内でも特に被害が大きかった。
停電が続いたことに加え出勤が困難な職員もいたことから復旧作業は難航したが、3月29日に開館時間を短縮した上で再開にこぎつけた。しかし、再開から間もない4月7日に震度6弱の余震が襲い、またもや図書の約9割が落下するとともに、施設の破損も生じたため再度休館に追い込まれた。中高生を含むボランティアや隣接する一関市役所千厩支所の職員有志も交えて配架作業をしたことで、一週間後の4月13日に再開を果たした。5月10日には開館時間を通常時間に戻し、完全復活を遂げた。
一連の地震による被害額は280万円にのぼった。建物東側で地盤沈下が起きたことで1階玄関に段差が生じたり壁に亀裂が入ったほか、エレベーターの制御盤が破損するなど、ほかにも複数の被害がみられた。今回の地震を受けて、長期間にわたる停電や断水などへの対策を今後の課題に挙げ、災害時に住民のために図書館がどうあるべきかを再考する必要があると表明している。

## 施設
既存施設の改修であることから、開架フロアを2階にせざるを得ない制約はあったものの、エレベーターの設置や出入り口にスロープを設けるなどのバリアフリー化を施した。また、既存の柱や梁を木で囲うことにより暖かい雰囲気になるよう仕上げた。
2024年現在の蔵書数は104,272冊で、開架には約6割にあたる60,491冊を置いている。蔵書数は大東図書館や川崎図書館に次いで4番目に多い。視聴覚資料は3,552点あり、雑誌は69タイトルを揃えている。

### フロア概要
一般利用者向けに開放されているフロアは以下のとおり。
| 1階 | ミニシアター（48席）、会議室（1室）、ロビー                                                                                   |
| 2階 | 赤ちゃんルーム、子どもの本コーナー、一般書コーナー、雑誌コーナー、CD・DVDコーナー、新聞・ブラウジングコーナー、閲覧席（20席） |

1階
- ミニシアター（2002年11月1日開設）

階段式に48席が設置されており、図書館の定例行事のほかビデオやDVDの上映、講演会、映画会やコンサートなどが可能で、有料での貸出しも行っている。
- 会議室

2階の閲覧席では足りない場合に、閲覧や学習スペースとして開放される。
- ロビー

飲食やテレビ視聴が可能。
2階
- 赤ちゃんルーム

畳マットを敷きつめた、安全で広いスペースで親子のふれあいの場として活用ができる。
- 子どもの本コーナー

知識の本から読み物まで、子どもたちの好奇心にこたえる本が用意されている。
- 一般書コーナー

日常生活や仕事に役立つ本や小説、エッセイ、ノンフィクションなどの読み物を中心に揃っており、郷土資料や辞書・事典類、中高生向けの本もこのコーナーにある。
- 雑誌コーナー

各種ジャンルに対応した、90タイトルの雑誌が揃っている。
- CD・DVDコーナー

各種ジャンルのCD、DVD、ビデオを揃えており、館内で視聴できるコーナーもある。
- 検索用パソコン

市内の各館の資料をOPACを利用して検索が可能。